# Stadhuis van Naarden
Het stadhuis van Naarden is een rijksmonument in de Nederlandse plaats Naarden, meer bepaald in Naarden-Vesting. Het gebouw dateert van 1601 en was tot en met 2016 - toen de gemeente met Bussum en Muiden fuseerde tot Gooise Meren - in gebruik als volwaardig stadhuis en tot en met 2020 als dependance. Sindsdien fungeert het als museum onder de naam Huis van de Stad, maar sinds 2024 is het gebouw wederom deels in gebruik voor enkele gemeentelijke doeleinden.
Het stadhuis is gebouwd in Hollandse renaissancestijl naar een ontwerp van een onbekend architect. Kenmerkend aan het gebouw is de dubbele trapgevel.

## Geschiedenis

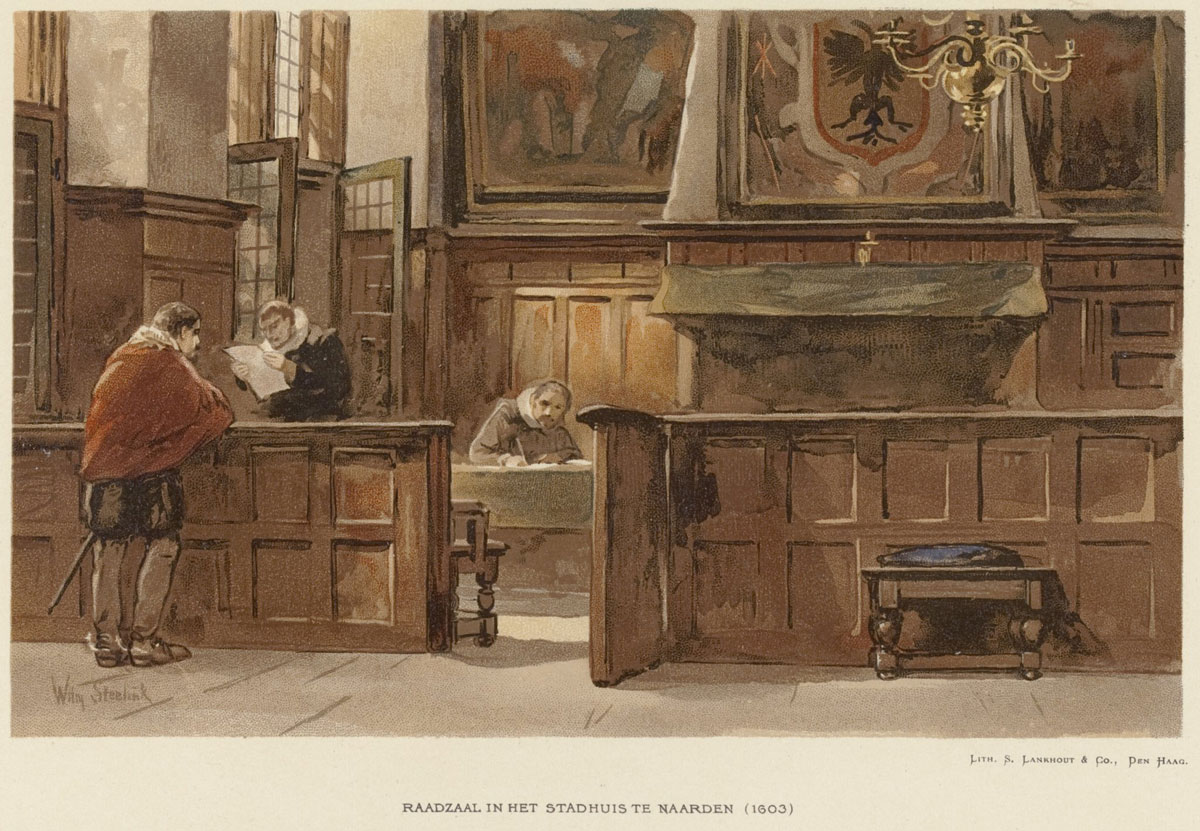
Schepenenkamer (1603)

Naarden verkreeg in 1300 stadsrechten. Rond 1350 werd de oude stad door een burgeroorlog enerzijds en overstromingen van de toenmalige Zuiderzee anderzijds verwoest, waarna besloten werd een nieuwe stad op een andere locatie te bouwen. In 1572 was Naarden het toneel van een reeks moordaanslagen door de Spanjaarden, als gevolg van de Tachtigjarige Oorlog. Tijdens de wederopbouw werd besloten een stadhuis neer te zetten, het huidige pand.
In oktober 2024 kreeg het stadhuis een Michelinster toegekend.

## Exterieur
Het gebouw kent een dubbele trapgevel. Midden op het dak staat een zeskantig open torentje met een klok en windwijzer, voorzien van het stadswapen. De voorgevel is voorzien van zandstenen kruisvensters; de zij- en achtergevel van houten. Boven de hoofdingang zijn beelden aangebracht, evenals het stadswapen en wapens van het Graafschap Holland, Maurits van Oranje en West-Friesland. Ook is er een opschrift ingegraveerd: God regiert al anno 1601. De beelden staan voor geloof, hoop, liefde, gerechtigheid en de Nederlandse leeuw. 

## Indeling en interieur
In de centrale hal staat een maquette van Naarden-Vesting. Direct daarachter is de Schepenenkamer, waar in vroeger tijden recht gesproken werd. De gehele kamer is betimmerd met eikenhout. In de kamer hangen drie schilderijen die rechters nederig moesten houden. Achterin de kamer hangt het zogeheten Schepenengebed:

O Schepper Hoog van waarde
Van Hemel en van Aarde
Geeft dat Regtvaardigheid
Ons steeds aan ’t Herte leijd

Geen vonnis zij gestreken
Als ’t geen uw mond sal spreken
Geen vonnis zij geveld
Als ’t geen uw woord vermeld

De Schepenenkamer is thans in gebruik als trouwzaal.

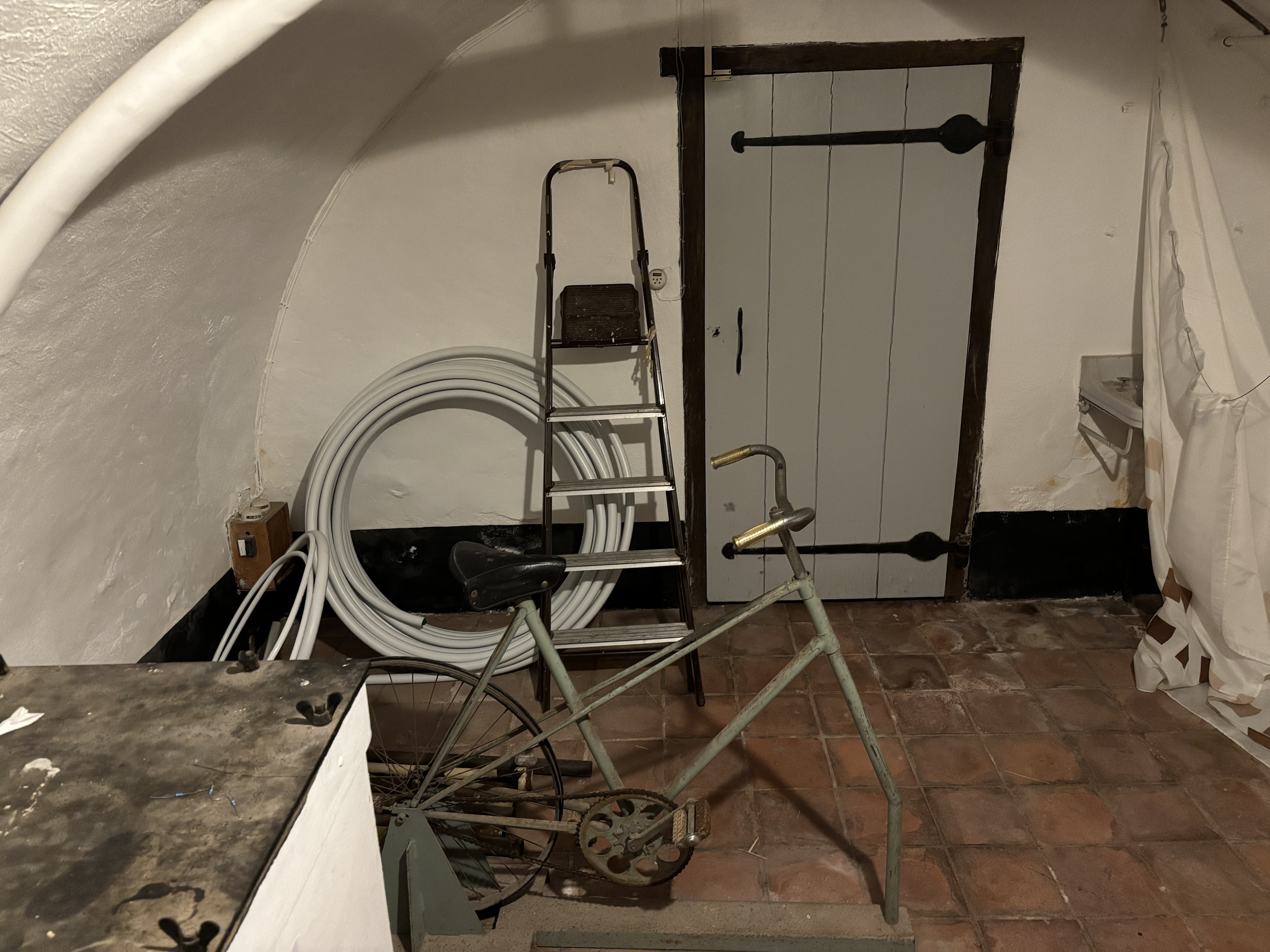
Fietsdynamo in de kelder (2024)

Naast de Schepenenkamer is de centrale trap, met daaronder een gang die naar de achteringang van het gebouw leidt. In de gang bevinden zich tevens een opslagruimte en de trap naar de kelder, waar de gevangenis ooit was. De voormalige gevangenis is thans in gebruik voor andere doeleinden: zo staat er de warmteketel met radiotorbuizen en enkele praktische spullen. In de ruimte vóór de gevangenis staat een fietsdynamo, die tijdens de Tweede Wereldoorlog gebruikt werd om stroom op te wekken voor de verlichting van het gebouw.
Naast de centrale trap bevindt zich een tweede trap, die een halve verdieping hoger leidt. Op die verdieping zijn de Burgemeesterskamer en openbare toiletruimtes (voorheen: conciërgekast) te vinden.
Tot de inboedel behoort onder meer koperwerk uit de in 1935 gesloopte synagoge en een rijke verzameling schilderijen, zoals een groot schilderij waarop het Salomonsoordeel is afgebeeld.

## Galerij

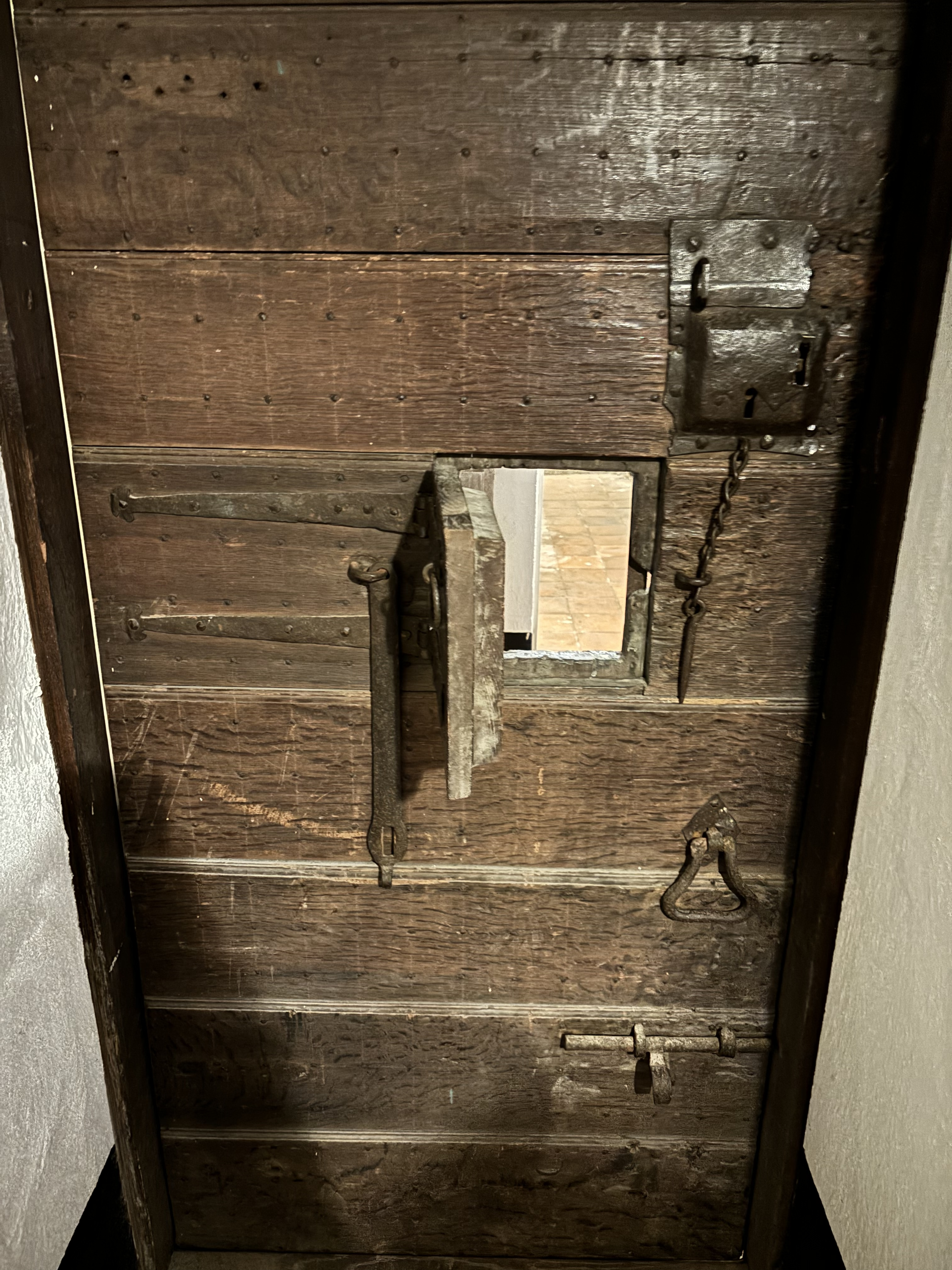
Deur van voormalige gevangenis met etensluik (2024)
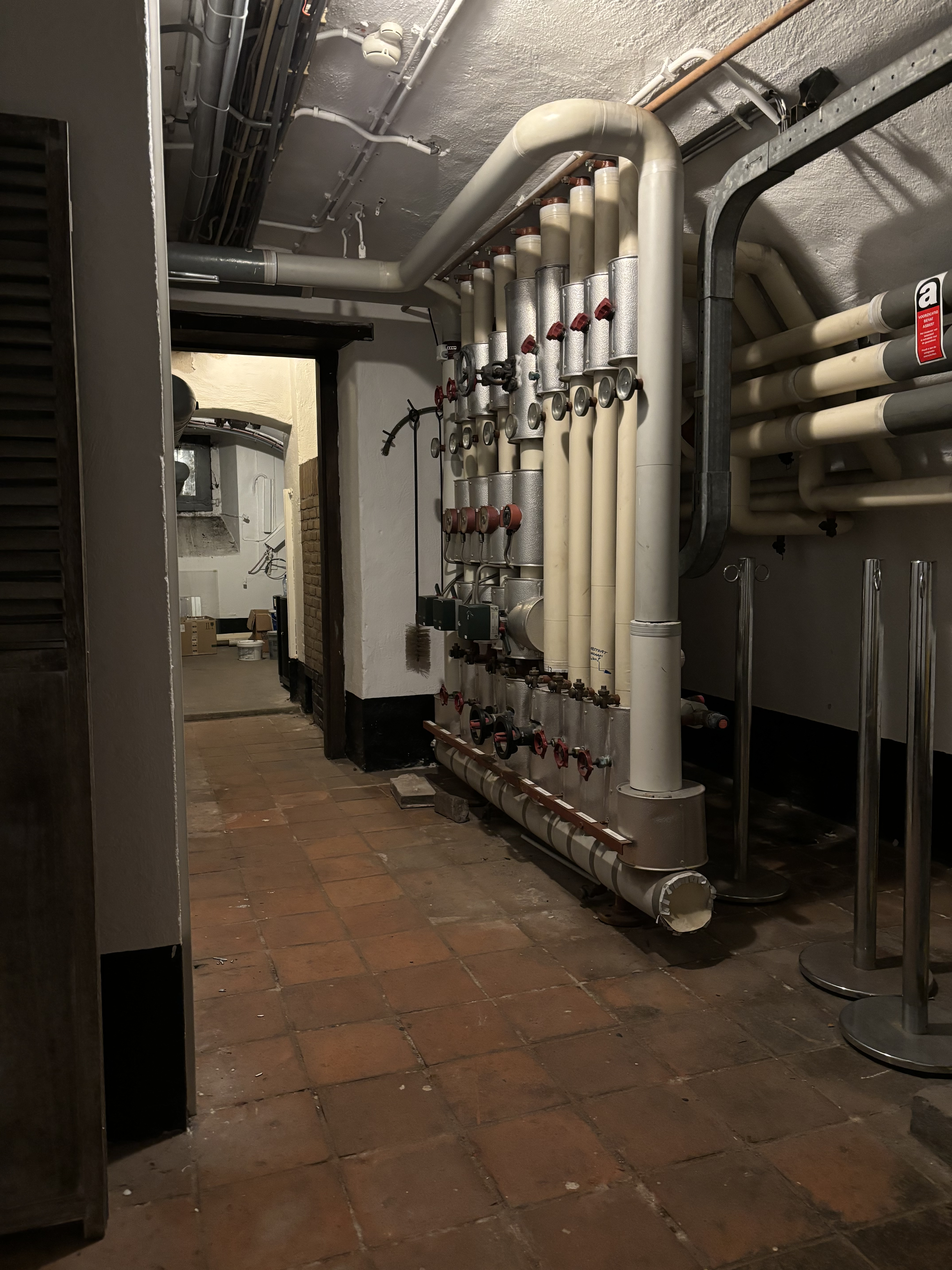
Voormalige gevangenis (2024)
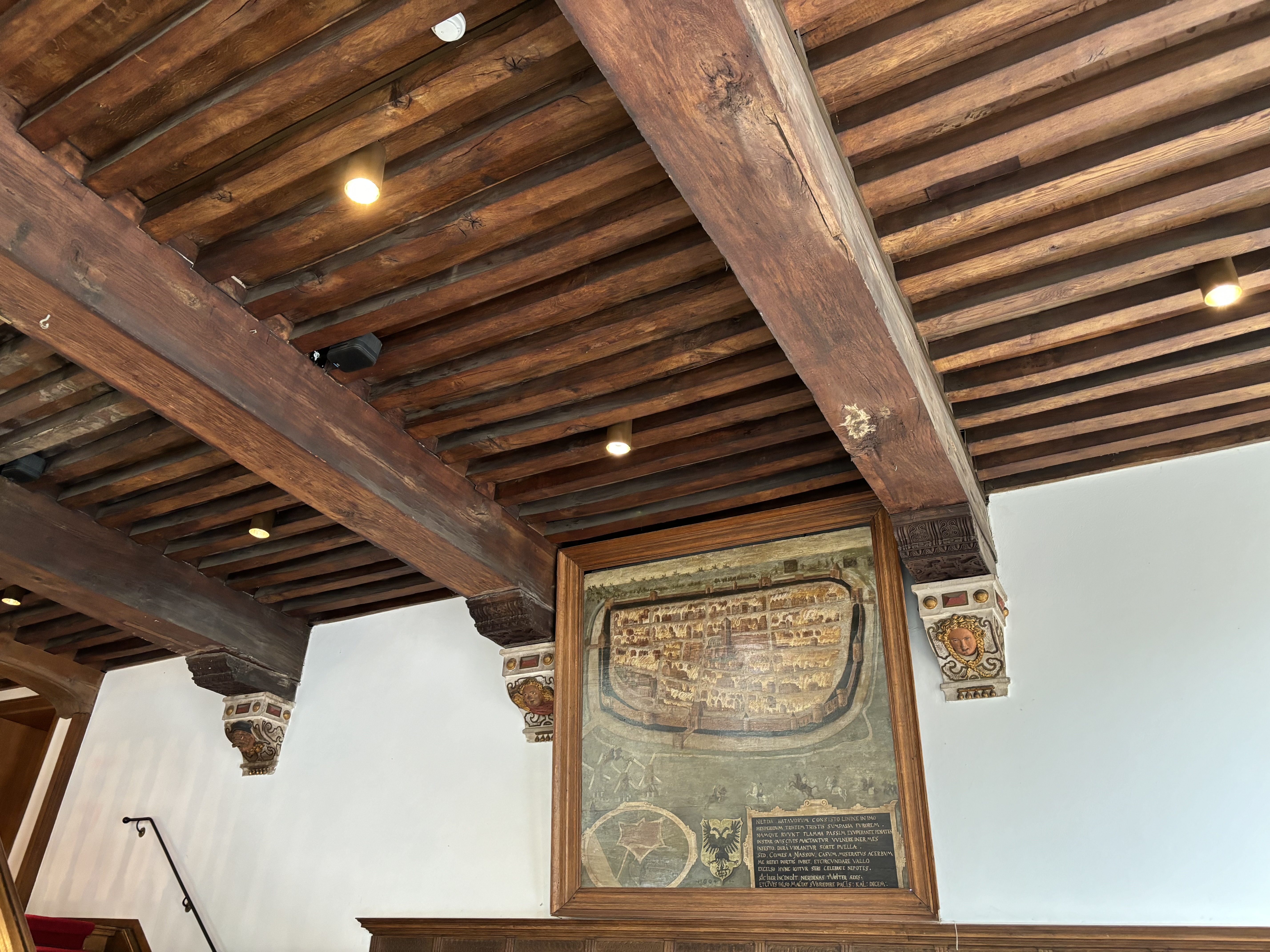
Oud schilderij dat de vesting afbeeldt (2024)
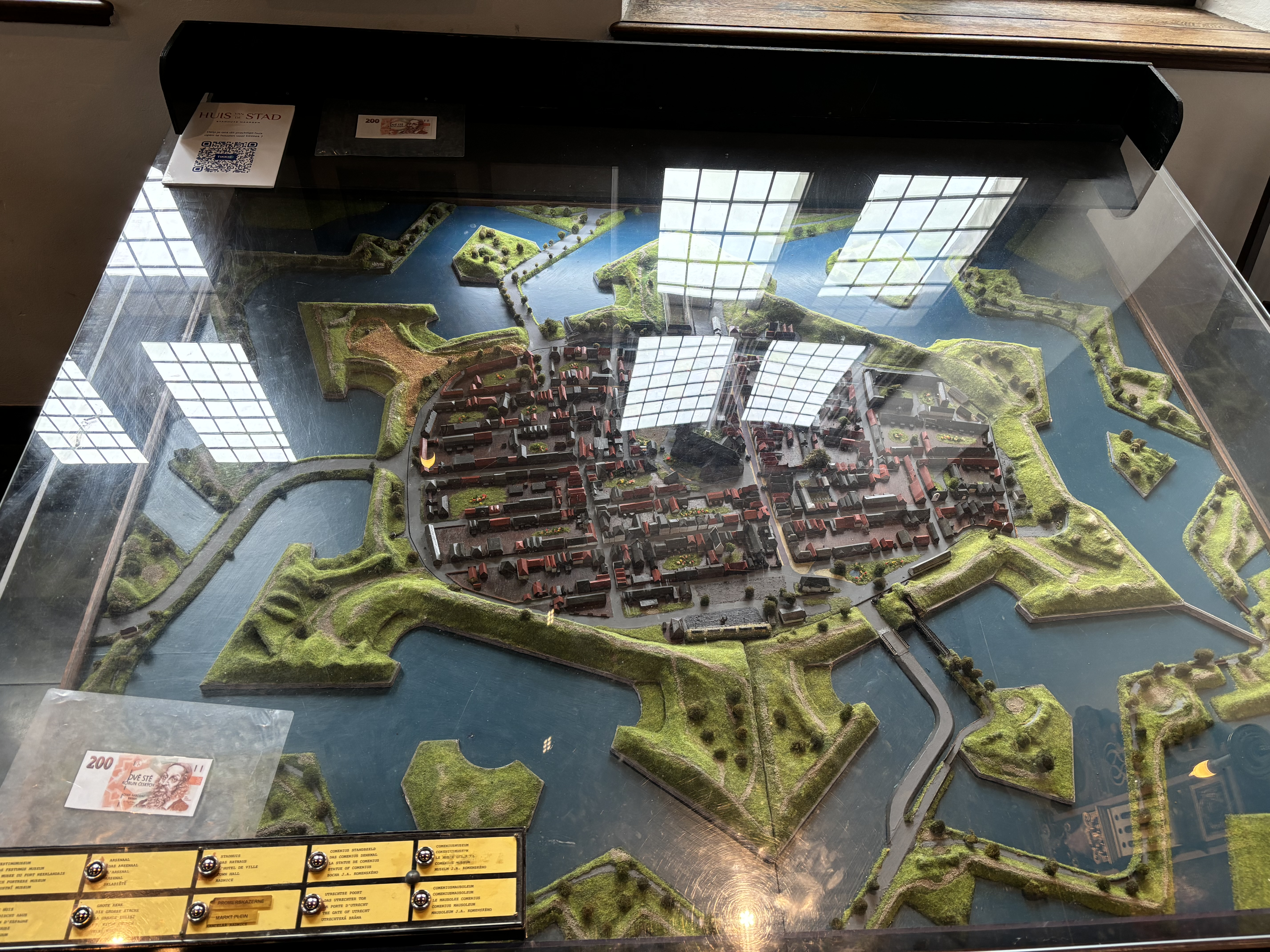
Maquette van de vesting (2024)
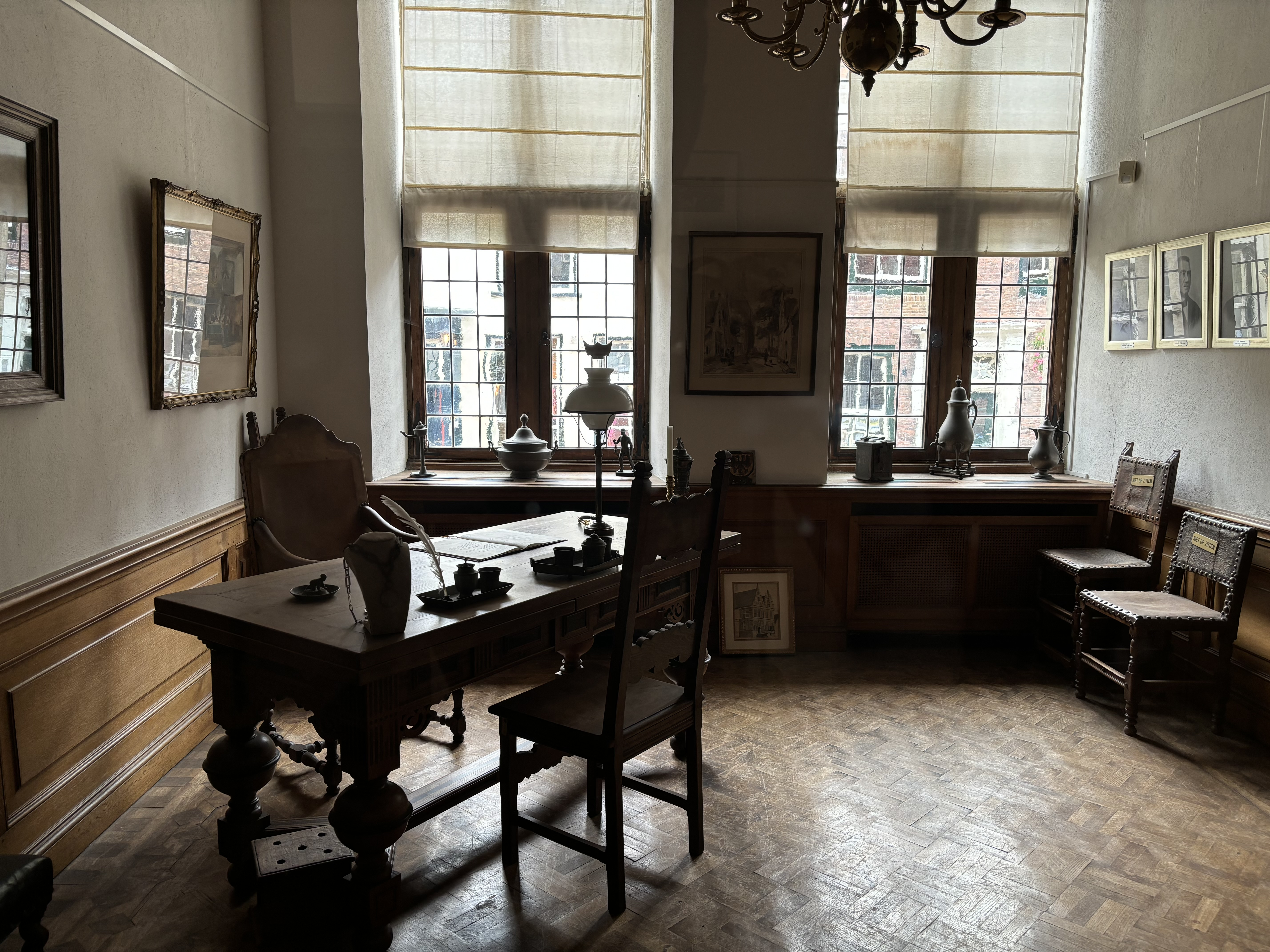
Voormalige Burgemeesterskamer (2024)
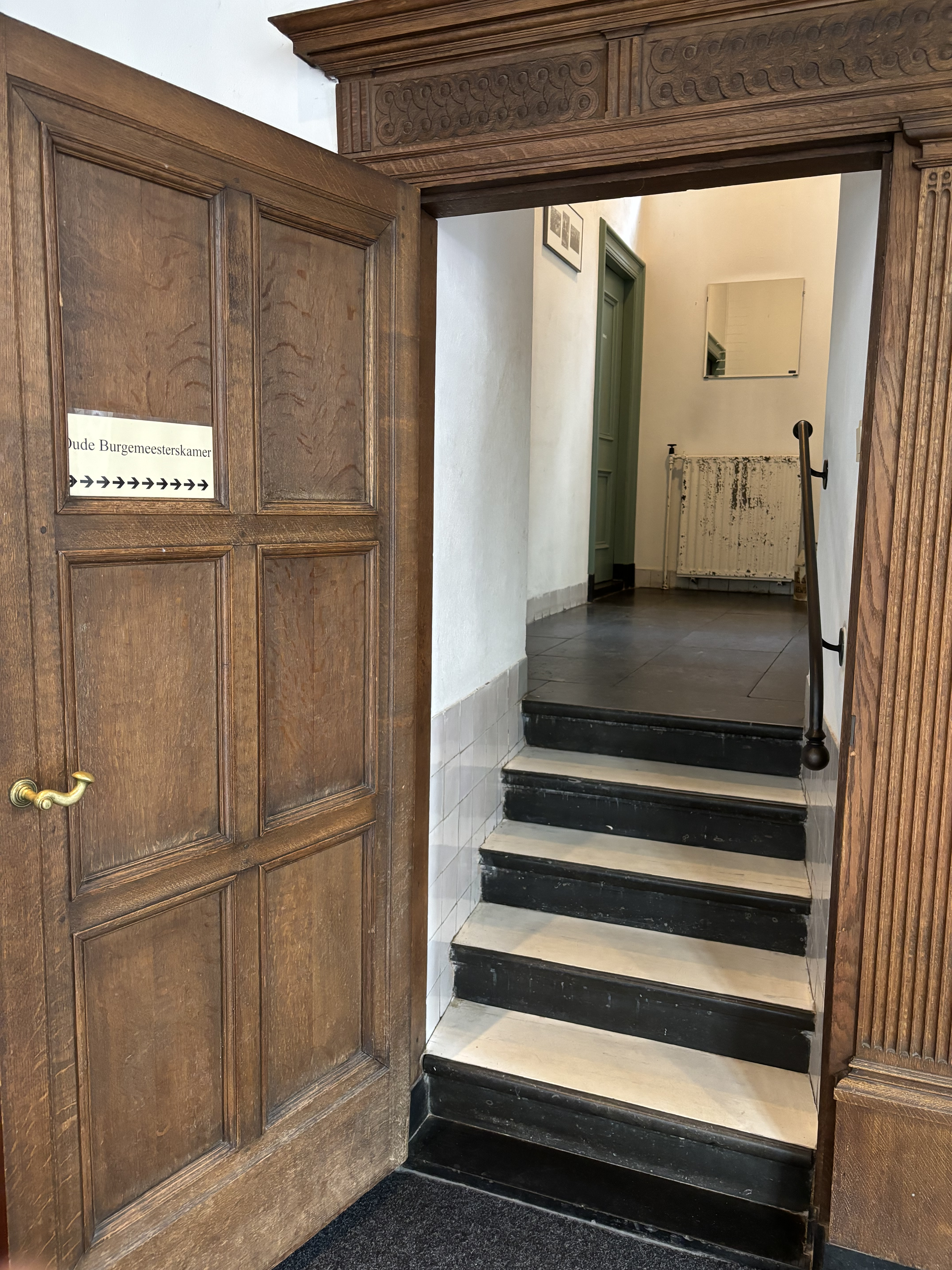
Trap naar voormalige Burgemeesterskamer en toiletten (2024)
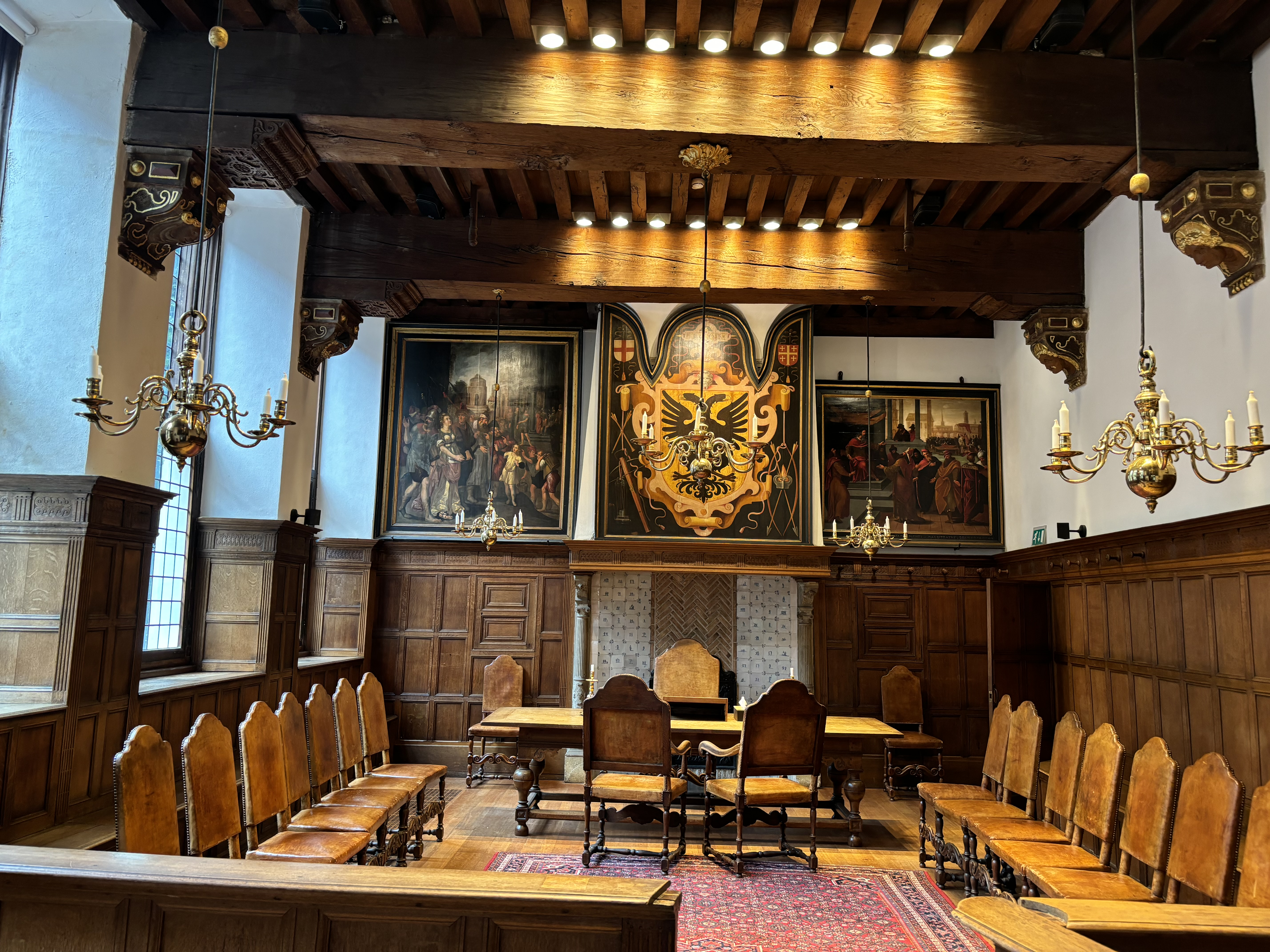
Schepenenkamer (2024)
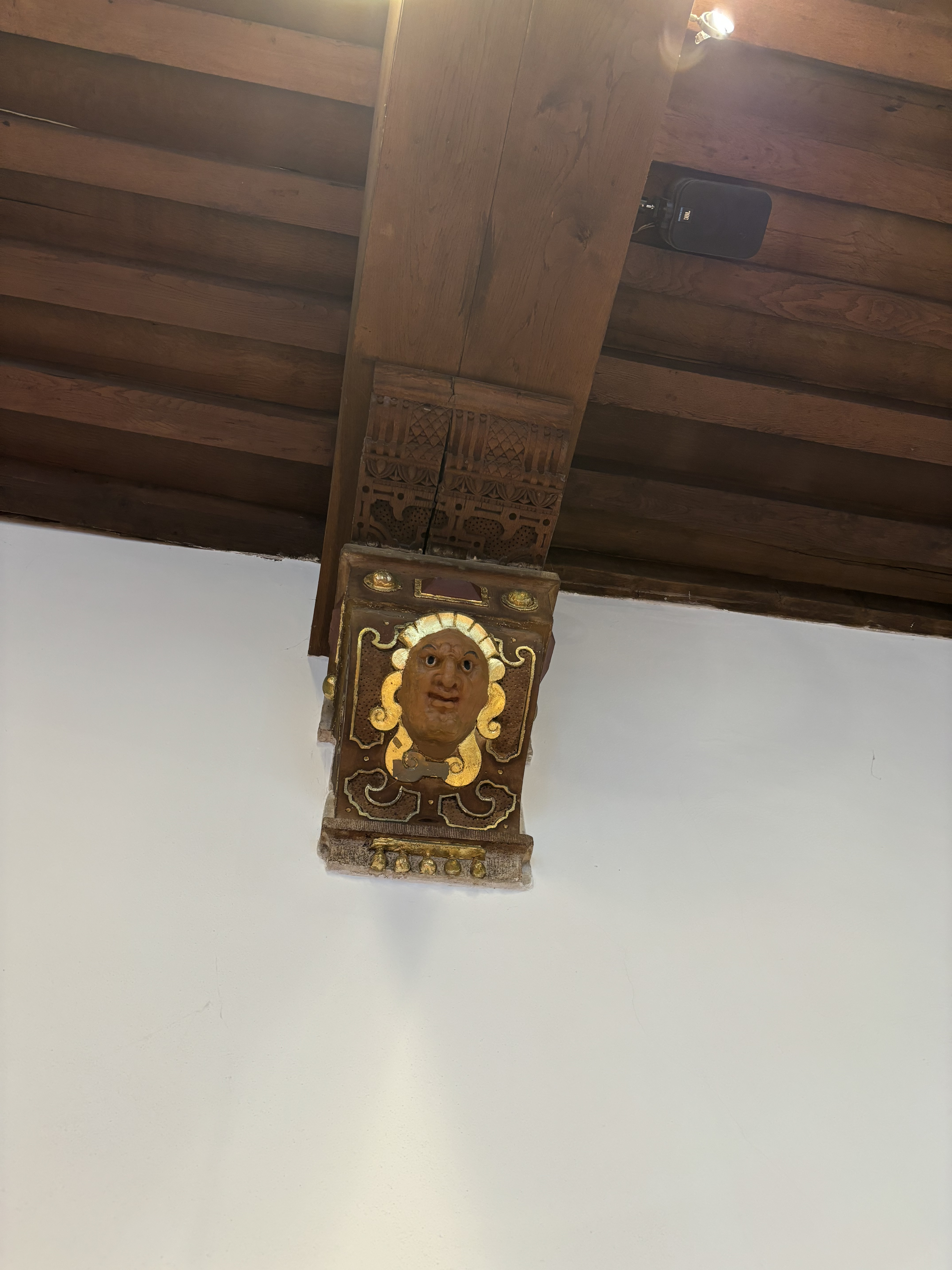
Detail van een der balken in de Schepenenkamer (2024)
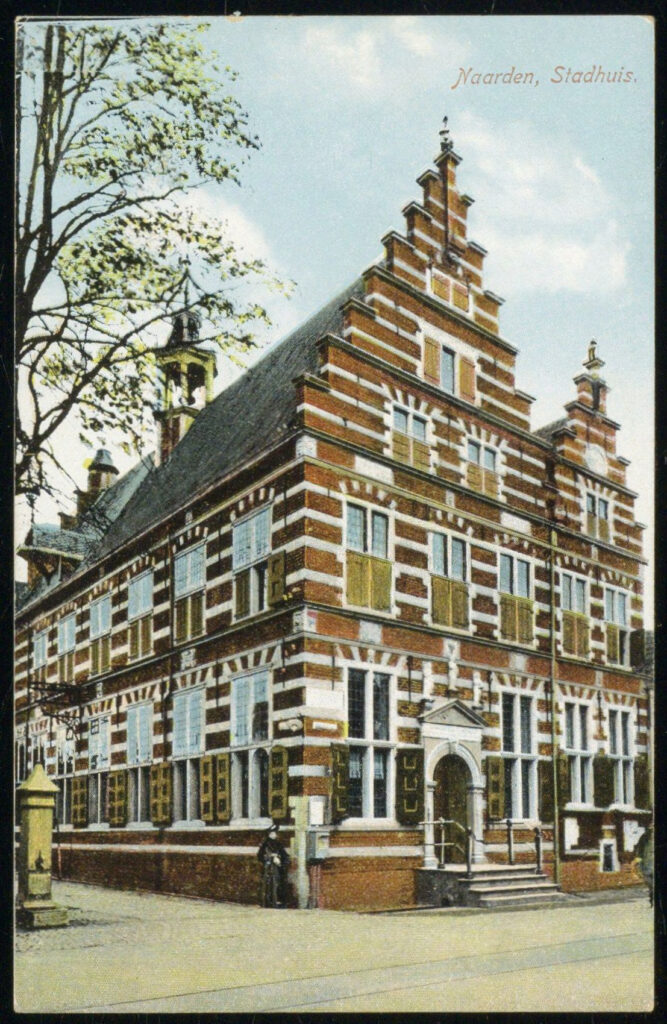
Buitenzijde (1910–1920)

- Rijksmonument: 30243